# كيوتاكا كاناي
كيوتاكا كاناي (باليابانية: 金井清高؛ بالكانا: かない きよたか) هو عالم فلك ياباني، ولد في 1951.